# Диаграмма обзора взаимодействия

Диаграмма обзора взаимодействия

Диаграмма обзора взаимодействия (англ. Interaction overview diagram) — одна из разновидностей диаграммы деятельности в языке моделирования UML, которая может включать в себя также элементы диаграммы последовательности. Цель её создания ставится как увязывание в единое целое потока управления между узлами из диаграмм деятельности с последовательностью сообщений между линиями выполнения диаграмм последовательности. Расширение синтаксиса осуществляется за счёт использования ссылок на взаимодействия, которые основаны на диаграмме последовательности.
Основным назначением диаграммы обзора взаимодействий является создание высокоуровневого представления об общем характере взаимодействий в проектируемой системе. Она не концентрирует своё внимание на отдельных аспектах работы так, как это происходит в других видах поведенческих диаграмм (коммуникации, последовательности, взаимодействия и т.п.) При её конструировании она компонуется с использованием нотации диаграммы последовательности, однако обозначения ветвлений и разделений заимствуются из диаграммы деятельности.